# Ol' '55
〈Ol' '55〉는 미국의 음악가 톰 웨이츠의 노래다. 이 곡은 1973년 3월 어사일럼 레코드에 실린 웨이츠의 데뷔 스튜디오 음반 《Closing Time》의 오프닝 곡이자 리드 싱글이다. 웨이츠가 쓰고 제리 예스터에 의해 제작된 〈Ol' '55〉는 마이너 히트였다. 이 노래는 글린 존스가 1974년 음반 《On the Border》로 제작한 이글스에 의해 가장 잘 알려진 수많은 가수들에 의해 다뤄졌다. 1975년 인터뷰에서 웨이츠는 이글스의 커버 버전에 대해 비판적이었고, 그가 "그들의 작곡에 그렇게 열광하지는 않았어요. 나는 그들의 버전이 약간 소독력이 있다고 생각했어요."라고 말했다. 약 1년 후 NME를 인터뷰하면서 그는 "나는 이글스를 좋아하지 않아요. 그들은 페인트가 마르는 것을 보는 것만큼이나 신나요. 그들의 음반은 당신의 턴테이블의 먼지를 막아주는 데 좋고, 그것이 전부에요."라고 말했다.